# عبد العالي الزهراوي
عبد العالي الزهراوي (من مواليد 9 يناير 1949) هو لاعب كرة قدم مغربي سابق. لعب طوال مسيرته مع نادي المغرب الفاسي والمنتخب المغربي.

## مهنة دولية
شارك في بطولة كرة القدم في دورة الألعاب الأولمبية الصيفية 1972 وسجل في مباراة تصفيات المغرب ضد تونس. وسجل في مرمى تونس مرة أخرى في التصفيات المؤهلة لأولمبياد 1976. كما شارك في كأس إفريقيا للأمم عامي 1972 و1976. في بطولة 1976، كان ثاني أفضل هدافي المغرب برصيد الأهداف.

## الإحصائيات

### الأهداف الدولية
| ت | تاريخ          | المكان               | الخصم                             | الأهداف | النتائج | المنافسة                       |
| - | -------------- | -------------------- | --------------------------------- | ------- | ------- | ------------------------------ |
| 1 | 23 أبريل 1972  | تونس                 | تونس                              | 3 - 3   | 3 - 3   | الألعاب الأولمبية الصيفية 1972 |
| 2 | 4 مارس 1976    | دير داوا (إثيوبيا)   | زائير                             | 1-0     | 1-0     | كأس الأمم الإفريقية 1976       |
| 3 | 9 مارس 1976    | أديس أبابا (إثيوبيا) | مصر                               | 2-1     | 2-1     | كأس الأمم الإفريقية 1976       |
| 4 | 14 أكتوبر 1976 | دمشق (سوريا)         | جمهورية اليمن الديمقراطية الشعبية | 4 - 0   | 4 - 0   | دورة الألعاب العربية 1976      |

## روابط خارجية
- عبد العالي الزهراوي على موقع أوليمبيديا (الإنجليزية)